# ムノート
ムノート(Munot)はスイスのシャフハウゼンの街の中心部にあるリング状の城塞である。16世紀に建てられたとされる 。今日では観光地であり、無料で見学することができる。街のシンボルとして機能し、様々なイベントが開催されている。

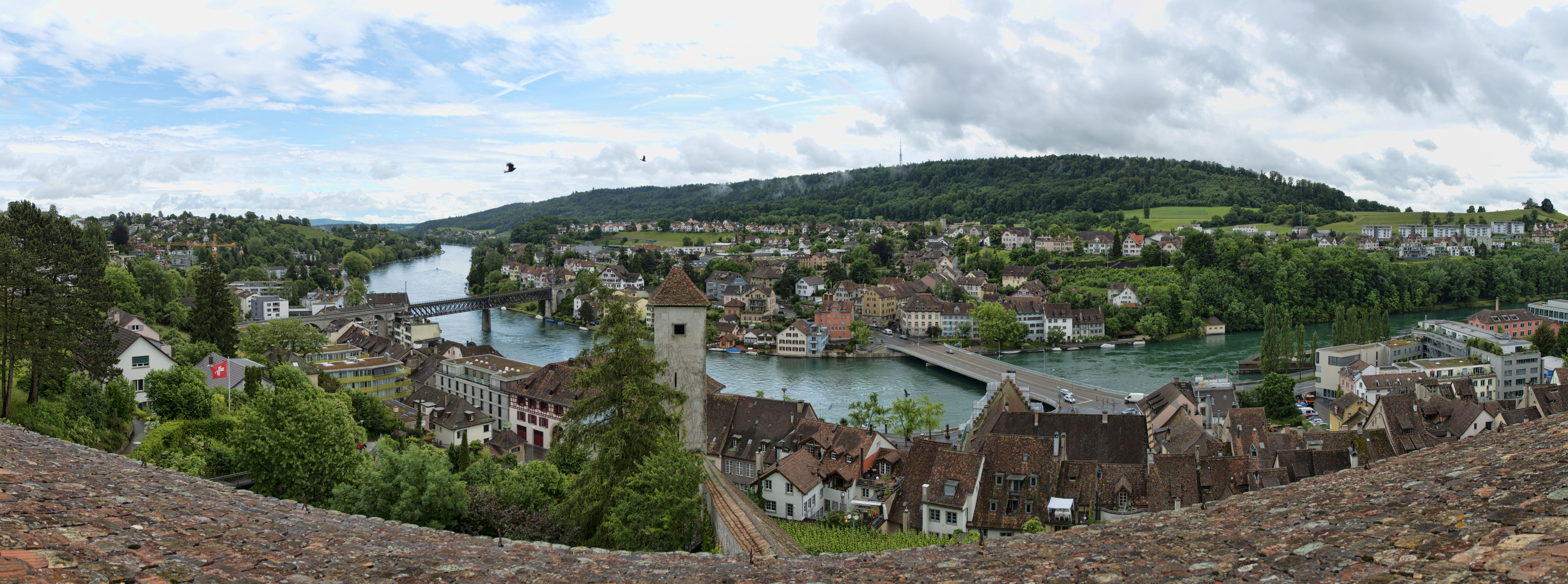
ムノート城塞から見たシャフハウゼンの街並みの眺め

## 引用
1. ↑  “Munot Fortress and Old Town”.   MySwitzerland.com. 2011年3月29日閲覧。